# Stéphane Paquin
 (janvier 2019).
Si vous disposez d'ouvrages ou d'articles de référence ou si vous connaissez des sites web de qualité traitant du thème abordé ici, merci de compléter l'article en donnant les références utiles à sa vérifiabilité et en les liant à la section « Notes et références ».
Stéphane Paquin est professeur titulaire à l'École nationale d'administration publique dans la ville de Montréal au Canada.

## Biographie

### Etudes
Stéphane Paquin détient un doctorat en relations internationales de l’Institut d’études politiques de Paris (Sciences po) qu'il a effectué sous la direction de Bertrand Badie.
Il est professeur titulaire à l’École nationale d’administration publique. Il est titulaire titulaire de la Chaire Jarislowsky sur la confiance et le leadership politique UQTR-ENAP. Il est directeur du Groupe de recherche et d’études sur l’international et le Québec (GERIQ) et directeur scientifique du Centre d’études sur l’intégration et la mondialisation (CEIM).
Il est co-directeur et fondateur de la collection «Politique mondiale » aux presses de l’Université de Montréal et co-directeur de la collection “Référence” des Presses de la société québécoise de droit international.
Il a rédigé, corédigé ou dirigé 45 livres ou revues scientifiques et publié plus d'une centaine d’articles sur l’économie politique internationale, sur la réforme de l’État et la social-démocratie, sur la politique internationale des États fédérés ainsi que sur le Québec en comparaison notamment avec les pays nordiques.
Il a également été professeur agrégé à l'École de politique appliquée de l'Université de Sherbrooke, visiting predoctoral fellow au département de science politique de l'Université Northwestern de Chicago, maître de conférences et professeur invité à l'Institut d'études politiques de Paris, professeur invité à l'Université de Montréal, professeur associé à l’UQAM et directeur général par intérim de l'Association internationale de science politique (International Political Science Association).

### Livres à titre d'auteur ou coauteur
- Kim Richard Nossal, Stéphane Roussel et Stéphane Paquin, Politique internationale et de défense au Canada et au Québec, Montréal, PResses de l'Université de Montréal, 574 pages.
- Stéphane Paquin, Introduction à l'économie politique internationale, Armand Colin, 16 juin 2021 (ISBN 978-2-200-63253-3, lire en ligne)
- Stéphane Paquin, La mondialisation : une maladie imaginaire, Les Presses de l'Université de Montréal, 18 mars 2021 (ISBN 978-2-7606-4403-8, lire en ligne)
- Stéphane Paquin, Economie politique internationale, Montchrestien, 2009 (ISBN 978-2-7076-1654-8, lire en ligne)
- 2018, 加拿大对外政策与政治, (La politique de la politique étrangère canadienne), avec Kim Richard Nossal et Stéphane Roussel), Beijing,  Foreign Language Teaching and Research Publishing Co, 2017, 255 pages.
- (en) Stéphane Paquin, Theories of International Political Economy: An Introduction, Oxford University Press, 2016 (ISBN 978-0-19-901896-3, lire en ligne)
- (en) Kim Richard Nossal, Stéphane Roussel et Stéphane Paquin, The Politics of Canadian Foreign Policy, Fourth Edition, McGill-Queen's Press - MQUP, 7 décembre 2015 (ISBN 978-1-55339-444-0, lire en ligne)
- Stéphane Paquin, Théories de l'économie politique internationale: cultures scientifiques et hégémonie américaine, Presses de Sciences Po, 2013 (ISBN 978-2-7246-1315-5, lire en ligne)
- (en) Kim Richard Nossal, Stéphane Paquin et Stéphane Roussel, International Policy and Politics in Canada, Pearson Prentice Hall, 2011 (ISBN 978-0-13-608972-8, lire en ligne)
- Économie politique internationale, 2e éditions, Paris, Montchrestien, 2009;
- Stéphane Paquin, La nouvelle économie politique internationale: théories et enjeux, Armand Colin, 2008 (ISBN 978-2-200-35146-5, lire en ligne)
- Stéphane Paquin et Louise Beaudoin, Pourquoi la Francophonie?, VLB, 2008 (ISBN 978-2-89649-045-5, lire en ligne)
- Kim Richard Nossal, Stéphane Roussel et Stéphane Paquin, Politique internationale et défense au Canada et au Québec, Presses de l'Université de Montréal, 2007 (ISBN 978-2-7606-2086-5, lire en ligne);
- « Stéphane Paquin, Paradiplomatie et relations internationales, Bruxelles, Presses interuniversitaires européennes-Peter-Lang, 2004. »
- Paradiplomatie identitaire en Catalogne, Québec, Presses de l'Université Laval, 2003
- Stéphane Paquin, La revanche des petites nations: le Québec, l'Écosse et la Catalogne face à la mondialisation, VLB éditeur, 2001 (ISBN 978-2-89005-775-3, lire en ligne)
- Stéphane Paquin, L'invention d'un mythe: le pacte entre deux peuples fondateurs, VLB, 1999 (ISBN 978-2-89005-721-0, lire en ligne)

### Direction scientifique d'ouvrages
- Stéphane Paquin et Kristine Plouffe-Malette (dirs.), Organisations internationales. Droit et politique de la gouvernance mondiale, Montréal, Les presses de la société québécoise de droit international,  2023, 507 pages.
- La Révolution tranquille 60 ans après. Rétroaction et défis,, Montréal, Presses de l'Université de Montréal, 2022
- L'État québécois : où en sommes nous ?, Québec, Presses de l'Université du Québec, 2019
- Delphine Allès, Romain Malejacq et Stéphane Paquin, Un monde fragmenté: autour de la sociologie des relations internationales de Bertrand Badie, CNRS éditions, 2018 (ISBN 978-2-271-12608-5, lire en ligne)
- Jean-Patrick Brady et Stéphane Paquin, Groupes d'intérêt et mouvements sociaux, Presses de l'Université Laval, 2016 (ISBN 978-2-7637-2983-1, lire en ligne)
- Stéphane Paquin, Social-démocratie 2.1: Le Québec comparé aux pays scandinaves. Deuxième édition revue et augmentée, Les Presses de l'Université de Montréal, 18 mai 2016 (ISBN 978-2-7606-3667-5, lire en ligne)
- Christian Deblock, Joël Lebullenger et Stéphane Paquin, Un nouveau pont sur l'Atlantique: l'Accord économique et commercial global entre l'Union européenne et le Canada, Presses de l'Université du Québec, 2015 (ISBN 978-2-7605-4378-2, lire en ligne)
- Social-démocratie 2.0. Le Québec comparé aux pays scandinaves,  avec Pier-Luc Lévesque, Montréal, Presses de l’Université de Montréal, 2014 ;
- L’analyse des politiques publiques, avec Luc Bernier et Guy Lachapelle, Montréal, Presses de l’Université de Montréal, 2010 ;
- Stéphane Paquin et Dany Deschênes, Introduction aux relations internationales: théories, pratiques et enjeux, Chenelière Éducation, 2009 (ISBN 978-2-7650-1854-4, lire en ligne)
- Louise Beaudoin et Université du Québec à Montréal Chaire Hector-Fabre d'histoire du Québec, Histoire des relations internationales du Québec, VLB, 2006 (ISBN 978-2-89005-959-7, lire en ligne)
- Stéphane Paquin, Les relations internationales du Québec depuis la doctrine Gérin-Lajoie (1965-2005): le prolongement externe des compétences internes, Presses Université Laval, 2006 (ISBN 978-2-7637-8375-8, lire en ligne)
- (en) Guy Lachapelle et Stéphane Paquin, Mastering Globalization: New Sub-states' Governance and Strategies, Psychology Press, 2005 (ISBN 978-0-415-34798-3, lire en ligne)
- Guy Lachapelle et Stéphane Paquin, Mondialisation, gouvernance et nouvelles stratégies subétatiques, Presses Université Laval, 2004 (ISBN 978-2-7637-8057-3, lire en ligne)